# Karl Ortner (Politiker)
Karl Ortner (* 9. November 1901 in München; † 28. Januar 1959 ebenda) war ein deutscher Verwaltungsbeamter und Kommunalpolitiker (NSDAP).

## Leben und Tätigkeit

### Frühe Jahre
Ortner war der Sohn eines Schneidermeisters. Er besuchte die Realschule. Ab etwa 1915 erhielt Ortner eine prämilitärische Sozialisierung und Prägung im Bayerischen Wehrkraftverein.
1917 begann Ortner im Rahmen der Kriegshilfe als Aushilfe beim Städtischen Wohlfahrtsamt in München zu arbeiten. Da er sich als begabt für Verwaltungsarbeit erwies, durfte er seine dortige Stelle nach dem Kriegsende behalten.
Wimmer sieht Ortner als einen typischen Vertreter der „Kriegsjugendgeneration“, die den Ersten Weltkrieg bewusst miterlebte ohne selbst alt genug zu sein, um an die Front geschickt zu werden.

### Weimarer Republik
In den 1920er Jahren setzte Ortner seine Karriere im Verwaltungsdienst der Stadt München im Wohlfahrtsamt kontinuierlich fort. Er konnte sich dank der Förderung durch einen Vorgesetzten fortbilden und stieg zunächst zum Verwaltungssekretär im mittleren Dienst auf.
Am 9. November 1922 trat Ortner der NSDAP und 1923 der SA bei. Am 8. und 9. November 1923 nahm er am Hitlerputsch in München teil. Während des Putsches war er an der militärischen Sicherung der Reichenbachbrücke durch einen Trupp bewaffneter Putschisten beteiligt. Später erhielt er für seine Putschteilnahme den sogenannten Blutorden der Partei.
Nach der Neugründung der NSDAP trat er erneut zum 23. April 1925 in diese ein (Mitgliedsnummer 765). Außerdem war er 1925 eines von vier Gründungsmitgliedern der SS. Dieser Organisation gehörte er bis 1927 an.

### NS-Zeit
1933 erhielt Ortner einen Sitz im Münchener Stadtrat und firmierte fortan als Ratsherr. In der NSDAP-Fraktion im Stadtrat galt er als der Fürsorgefachmann. Ebenfalls seit 1933 war Ortner Korreferent für das Fürsorgewesen unter Friedrich Hilble.
1934 wurde Ortner Leiter des Kreisamtes für Volkswohlfahrt und zugleich NSV-Kreiswalter. Damit rückte er in den höheren Dienst auf. Wimmer zufolge war dieser Karrieresprung einer Bevorzugung aus politischen Gründen geschuldet.
Wimmer sieht Ortner in seiner einschlägigen Studie als eine Schlüsselfigur im Zusammenspiel der kommunalen Fürsorge und der Wohlfahrtsorganisation der NSDAP in München.
Zum 1. November 1939 wurde Ortner vom Oberbürgermeister Karl Fiehler ohne eine Ausschreibung dieser Stelle zum Wohlfahrtsdezernenten der Stadt München ernannt. De facto hatte er diese Position zuvor, nach dem Tod seines Amtsvorgängers Friedrich Hilble im Juni 1937, bereits einige Monate lang ausgeübt. In formaler Hinsicht war er für diesen Posten fachlich unterqualifiziert, da er anders als seine Vorgänger über kein abgeschlossenes Jurastudium verfügte. Wimmer kam daher zu dem Befund, dass nach dem Tod seines Vorgängers und dem Antritt Ortners eine Deprofessionalisierung der Leitung des Wohlfahrtsdezernats festzustellen sei, die er zu einem erheblichen Teil auf politische Rücksichtnahme bei der Personalauswahl zurückführt. Der Münchener Oberbürgermeister Fiehler habe in erster Linie nicht fachlich profilierte Nichtparteimitglieder auf administrative Führungspositionen dieser Art gesetzt, sondern Referentenstellen aus dem eigenen Umfeld besetzt.
Den Umstand, dass er in seinem Qualifikationsniveau weit von den Anforderungen an einen Dezernatsleiter entfernt war, kompensierte Ortner laut Wimmer dadurch, dass er durch die von ihm seit 1933 ausgeübte Tätigkeit als Korreferent für Fürsorgewesen in die Amtsführung involviert war, sowie dadurch, dass ihm ein fachlich besonders fähiger Direktor in der Person eines Verwaltungsjuristen zur Seite gestellt wurde.
Wimmer zufolge blieb die geordnete Verwaltungstätigkeit der Münchener Wohlfahrtsbehörden trotz der nicht ausreichenden Qualifikation des Dezernenten während der folgenden Jahre gewährleistet, so dass die Tätigkeit der Wohlfahrtsbehörden während der Kriegsjahre zur sozialpolitischen Stabilisierung der "Heimatfront" beitragen konnte. Allerdings sei unter Ortner keine umfassende Radikalisierung der Wohlfahrtsarbeit in München eingetreten, wie aus zahlreichen Zeugenaussagen in seinem Spruchkammerverfahren, aber auch aus erhalten gebliebenen Kritiken von Parteigenossen Ortners aus den Kriegsjahren hervorgeht: So bemängelte ein Kreisleiter während des Krieges in einer politischen Begutachtung Ortners, dass dieser "zu sehr Beamter" sei und sich zu streng an die Paragraphen halte, so dass er gelegentlich in Gegensatz mit Parteistellen kommen würde. Ein anderer Kreisleiter nannte Ortner einen "NSDAP-Spießer".
Ortner gilt als Schlüsselfigur bei der Abschirmung der Sozialverwaltung gegen Interventionsversuche von Parteistellen durch die Einbeziehung von Nationalsozialisten in die Bearbeitung von Beschwerden: Ortners Büro fungierte als zentrale Verbindungs- und Vermittlungsstelle zwischen dem Wohlfahrtsamt und den mit Fürsorgeangelegenheiten befassten Dienststellen der NSDAP, ihren Gliederungen und Organisationen sowie den von Gesuchstellern und Beschwerdeführern in Fürsorgeangelegenheiten angegangenen führenden Persönlichkeiten der "Bewegung". Parteistellen hatten sich mit Anliegen, die den Tätigkeitsbereich des Wohlfahrtsamtes betrafen, an Ortner zu wenden.

## Archivische Überlieferung
Das Bundesarchiv Berlin verwahrt im Bestand des ehemaligen BDC eine Akte mit Parteikorrespondenz der NSDAP zu Ortner (R 9361-II/785534) sowie eine Personalakte zu ihm (VBS 1009 (NS 23)/ZB II 5702 Bl. 001-106).
Die Akte zum Spruchkammerverfahren Ortners liegt heute im Staatsarchiv München.